# Hippotion moorei
Hippotion moorei är en fjärilsart som beskrevs av Jordan 1926. Hippotion moorei ingår i släktet Hippotion och familjen svärmare. Inga underarter finns listade i Catalogue of Life.